# Szonda Éva
Szonda Éva (Budapest, 1958. február 7. – Szeged, 2023. március 31.) magyar opera-énekesnő (mezzoszoprán).

## Pályafutása
Gyermekkorát Zuglóban töltötte.
Énekművészi tanulmányait a Liszt Ferenc Zeneművészeti Főiskolán Sziklay Erika irányításával folytatta 1979–1984 között. Diplomájának megszerzésekor Oberfrank Géza szerződtette a Szegedi Nemzeti Színházhoz, melynek egész pályája során magánénekese, 2012-től Örökös Tagja volt. Operaszerepein túl gyakran volt oratóriumok szólistája. Főszerepeket énekelt vendégművészként a pécsi, győri operatársulatnál és a Magyar Állami Operaházban. A szegedi társulattal, illetve oratórium-szólistaként Ausztriában, Németországban, Svájcban, Hollandiában, Belgiumban, Luxemburgban, Olaszországban, Franciaországban, Spanyolországban, Portugáliában és Szingapúrban vendégszerepelt.

## Főbb operaszerepei
- Dorabella (Mozart: Così fan tutte)
- Cherubino, Marcellina (Mozart: Figaro házassága)
- Második udvarhölgy (Mozart: A varázsfuvola)
- Rosina (Rossini: A sevillai borbély)
- Hamupipőke (Rossini: Hamupipőke)
- Ragonde (Rossini: Ory grófja)
- Fenena (Verdi: Nabucco)
- Azucena (Verdi: A trubadúr)
- Maddalena (Verdi: Rigoletto)
- Flora (Verdi: Traviata)
- Preziosilla (Verdi: A végzet hatalma)
- Eboli hercegnő (Verdi: Don Carlos)
- Amneris (Verdi: Aida)
- Emilia (Verdi: Otello)
- Mrs Meg Page (Verdi: Falstaff)
- Márta (Gounod: Faust)
- Márta (Boito: Mefistofele)
- Olga, Filipjevna (Csajkovszkij: Anyegin)
- Reichné (Otto Nicolai: A windsori víg nők)
- Carmen, Mercédès (Bizet: Carmen)
- Miklós (Offenbach: Hoffmann meséi)
- Gertrudis (Erkel: Bánk bán)
- Suzuki (Puccini: Pillangókisasszony)
- Zita (Puccini: Gianni Schicchi)
- Santuzza (Mascagni: Parasztbecsület)
- Bersi, Madelon (Giordano: André Chénier)
- Dangeville kisasszony (Cilea: Adriana Lecouvreur)
- Zeneszerző (Richard Strauss: Ariadne Naxos szigetén)
- Jocasta (Stravinsky: Oedipus Rex)
- Salud (De Falla: Rövid élet)
- Judit (Bartók: A kékszakállú herceg vára)
- Hermia (Britten: Szentivánéji álom)
- Lupa (Tutino: La Lupa)
- Anya (Szokolay: Vérnász)
- Prisca (Vántus István: Aranykoporsó)
- Anya (Huszár Lajos: A csend)

## Díjai, elismerései
- Bartók–Pásztory-díj a szegedi operatársulat tagjaként (1989)
- „Az évad énekesnője” (Szegedi Operabarátok Egyesülete, 1993)
- JATE Közönségdíj (1994)
- SZOTE Közönségdíj (1994)
- Dömötör-díj (1999, 2008)
- A Szegedi Nemzeti Színház Örökös Tagja (2012)
- Szeged Kultúrájáért díj (2013)
- Dömötör-életműdíj (2016)[6]